# Christopher Tolkien
Christopher John Reuel Tolkien, född 21 november 1924 i Leeds, död 16 januari 2020 i Draguignan i Provence, var tredje son till J.R.R. och Edith Tolkien, och var gift med Baillie Tolkien. Tolkien studerade engelska i Oxford och var lektor i engelska vid Oxfords universitet mellan 1964 och 1975. Under andra världskriget tjänstgjorde han i brittiska flygvapnet.
Tolkien var den av J.R.R. Tolkiens barn som involverats mest i utgivningen av hans skönlitterära produktion. Inför publiceringen av Sagan om Ringen renritade han kartorna i boken. Efter faderns bortgång redigerade han Silmarillion tillsammans med Guy Gavriel Kay, och publicerade den 1977. Tolkien gav därefter ut ett stort antal kvarlämnade skrifter, däribland Sagor från Midgård som publicerades 1980, och bokserien The History of Middle-earth på tolv volymer, utgivna mellan 1983 och 1996 (varav de två första är utgivna på svenska som De förlorade sagornas bok 1 och 2).
På grund av den stora uppmärksamheten från J.R.R. Tolkiens läsare bodde Tolkien och hans fru på hemlig ort i Frankrike.